# Condylostylus solidus
Condylostylus solidus är en tvåvingeart som först beskrevs av Walker 1860.  Condylostylus solidus ingår i släktet Condylostylus och familjen styltflugor. Inga underarter finns listade i Catalogue of Life.